# 莱永河畔博略
莱永河畔博略（法語：Beaulieu-sur-Layon，法語發音：[boljø syʁ lɛjɔ̃] ⓘ）是法国曼恩-卢瓦尔省的一个市镇，位于该省中部，属于昂热区。

## 地理
莱永河畔博略（47°18'39"N, 0°35'21"W）面积12.78 平方千米，位于法国卢瓦尔河地区大区曼恩-卢瓦尔省，该省份为法国西部内陆省份，大致对应安茹地区，北起顺时针与马耶讷省、萨尔特省、安德尔-卢瓦尔省、维埃纳省、德塞夫勒省、旺代省、大西洋卢瓦尔省和伊勒-维莱讷省接壤。
与莱永河畔博略接壤的市镇（或旧市镇、城区）包括：卢埃河畔莫泽、卢瓦尔河畔罗什福尔、瓦勒迪莱永、安茹地区舍米耶、贝勒维涅昂莱永。

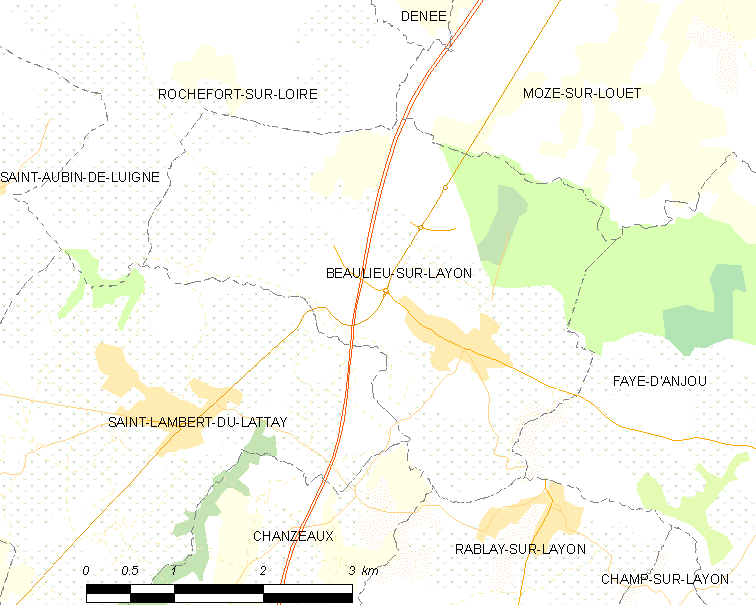
莱永河畔博略的OSM定位图

莱永河畔博略的时区为UTC+01:00、UTC+02:00（夏令时）。

## 行政
莱永河畔博略的邮政编码为49750，INSEE市镇编码为49022。

## 政治
莱永河畔博略所属的省级选区为安茹地区舍米耶县。

## 人口

1962-2008年间莱永河畔博略人口变化图示

莱永河畔博略于2022年1月1日时的人口数量为1346人。